# 哈里森鎮區 (堪薩斯州富蘭克林縣)
哈里森鎮區（英語：Harrison Township）為位在美國堪薩斯州富蘭克林縣的鎮區。2010年美国人口普查中該鎮區人口有438人。

## 地理
哈里森鎮區涵蓋面積71.74平方（27.70平方英里），境內無城鎮及非建制地區。根據美國地質調查局的資料，此鎮區擁有2座墓園：福茨墓園（Fouts Cemetery）以及羅斯勞恩墓園（Roselawn Cemetery）。
該鎮區有羅克溪（Rock Creek）以及薩克支流（Sac Branch）等溪流通過。

## 交通
哈里森鎮區擁有1座機場及降落跑道：渥太華市立機場。

## 人口統計
根據2010年美國人口普查，哈里森鎮區人口有438人，人口密度為6.44人/平方公里。種族組成方面，97.26%為白人；0.91%為非裔美洲人；0.68%為美洲原住民；0.46%為亞洲人；0%為太平洋島民；0.23%為來自其他種族；另外有0.46%來自兩個或以上的種族。而其他族裔如西班牙裔美國人或拉丁美洲人等佔該鎮區人口的1.37%。

## 外部連結
- USGS Geographic Names Information System (GNIS)（页面存档备份，存于）
- US-Counties.com
- City-Data.com（页面存档备份，存于）